# Hugh Grosvenor, 2:e hertig av Westminster
Hugh Richard Arthur Grosvenor, 2:e hertig av Westminster, kallad "Bendor", född 19 mars 1879 i Cheshire, död 19 juli 1953, var son till Victor Grosvenor, earl Grosvenor och sonson till Hugh Grosvenor, 1:e hertig av Westminster. 
Han var 1899−1900 i Sydafrika som löjtnant vid Royal Horse Guards. Han tjänstgjorde där som adjutant åt lord Roberts under andra boerkriget.
I egenskap av hertig av Westminster var han ledamot av brittiska parlamentets överhus, från 1899 till 1953. Mellan 1905 och 1920 var han även Cheshires lordlöjtnant.

## Familj
Hugh Grosvenor gifte sig 1:o i London 1901 med Constance Edwina Cornwallis-West (1876–1970) (skilda 1919), 2:o 1920 med Violet Mary Nelson (1891–1983) (skilda 1926), 3:e gången 1930 med Loelia Mary Ponsonby (1902–1993) (skilda 1947), 4:e gången 1947 med Anne Winifred Sullivan (1915–2003).
Barn:
- Lady Ursula Grosvenor (1902–1978); gift 1:o 1924 William Filmer-Sankey (skilda 1940) ; gift 2:o med Stephen Vernon
- Edward George Hugh. Earl Grosvenor (1904–1909)
- Lady Mary Grosvenor(1910–2000)